# Escadrille SPA 94

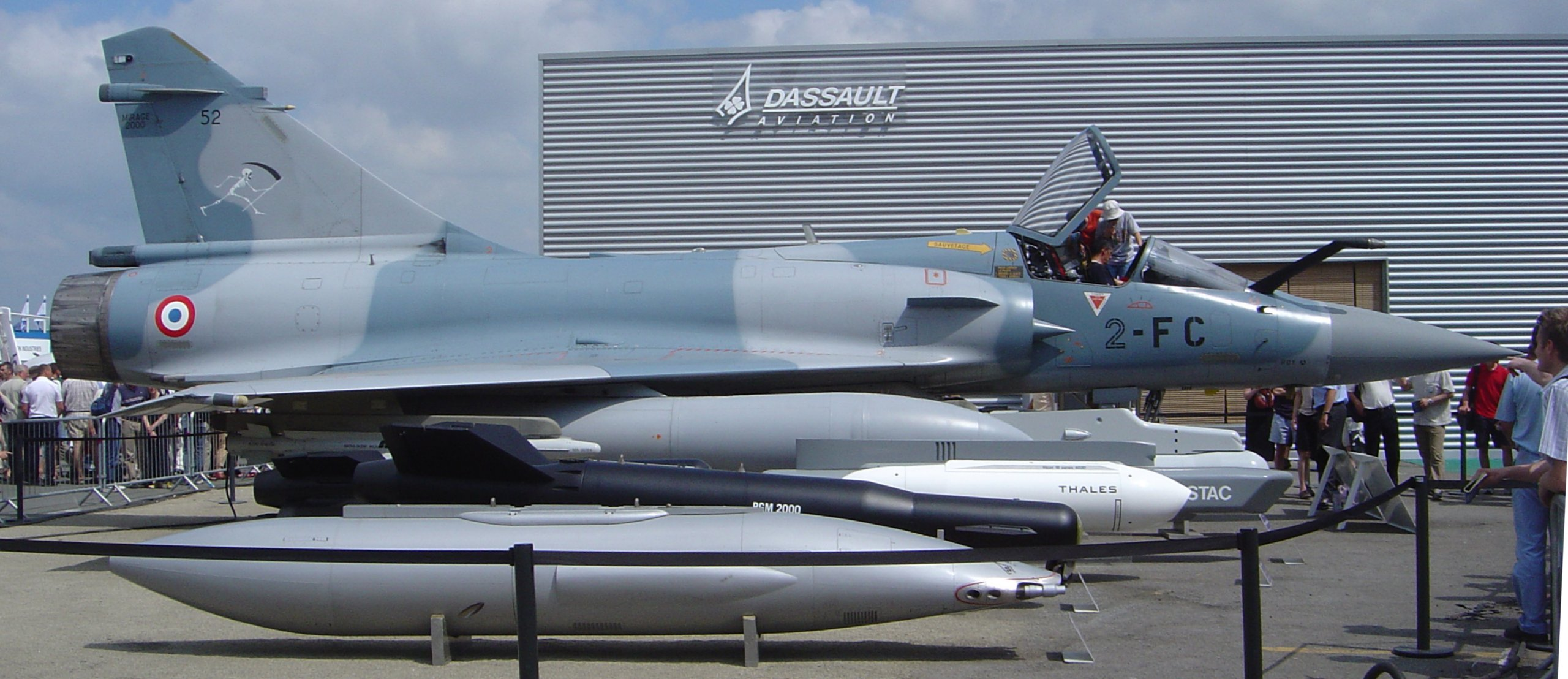
Mirage 2000 portant l'emblème de l'escadrille.

La Spa 94 « Mort qui fauche » est une escadrille de tradition de l'Armée de l'air française créée pendant la Première Guerre mondiale. Elle est toujours active en 2007 et forme l'une des escadrilles de l'Escadron de chasse 2/2 Côte-d'Or sur la base de Dijon-Longvic.

## Historique

### Première Guerre mondiale
L'escadrille Spa 94 a une très longue histoire puisqu'elle est née à Melette, le 1er juin 1917.
Équipée à ses débuts de Nieuport, elle participe à la guerre sur SPAD S.XIII en combattant au-dessus de la Marne, à Pierrefonds, à Beauvais, au-dessus de la Meuse et à Chalons-sur-Marne.
Au 11 novembre 1918, la Spa 94 compte 52 victoires dont 22 sont attribuées au lieutenant Pierre Marinovitch, 5e as aérien français de la Première Guerre mondiale. Le fanion fut décoré de la croix de guerre avec palme.

### Entre-deux-guerres
En 1919, la Spa 94 devient la 6e Escadrille du 2e Groupe du 1er Régiment de chasse à Thionville.
En 1924, elle devient la 3e Escadrille du Groupe de chasse du 24e Régiment mixte d'aviation.
Elle est équipée respectivement en 1930 et 1931 de Nieuport 29 et de Nieuport 62.
En 1932, elle forme avec la Spa 62 le 2e Groupe de la 1re Escadre au Bourget. Elle passe par Villacoublay en 1934 puis par Etampes en 1936 sur Dewoitine D.510.

### Seconde Guerre mondiale
En 1940, elle participe à la guerre sur Bloch 152 au-dessus de Laon, puis de Brétigny, de Montbard, Clermont, Valensole, et Le Luc.
Elle est dissoute par les Allemands le 27 novembre 1942.

### Guerre Froide
La Mort qui fauche forme en octobre 1949 avec la Spa 31 l'Escadron de chasse 3/2 Côte d'Or sur Vampire Mk.5.
Elle est rejointe le 1er novembre 1950 par la Spa 57 Mouette et la Spa 65 Chimère d'argent au sein du 3/2 Côte d'Or, devenant la 3e Escadrille. Elle devient 3e Escadrille de l'EC 2/2 le 25 avril 1951, puis est équipée d'Ouragan en août 1953 puis de Mystère IV A en 1956.
Mais en 1957, la Mort qui fauche est de nouveau dissoute (pour raison d'économies budgétaires).
La Spa 94 reste en sommeil jusqu'en octobre 1972, où l'augmentation du nombre de pilotes français et étrangers à transformer conduit à la reprise des traditions de la Spa 94 par l'ECT 2/2. Elle vole alors sur Mirage IIIB, BE et C.
Enfin le 1er juillet 1986, les premiers Mirage 2000 arrivent à l'escadron, qui retrouve sa dénomination initiale d'EC 2/2. Il garde sa mission de transformation sur biplace jusqu'à la fin de l'année 1998, où elle est confiée aux Mirage 2000 d'Orange.

### De nos jours
Entièrement rééquipée en Mirage 2000 monoplaces, la Mort qui fauche retrouve sa vocation première : la chasse.
Au mois d'octobre 1999, les premiers Mirage 2000-5F arrivent à l'Escadron de chasse 2/2 Côte-d'Or, dont quelques exemplaires portent la prestigieuse Mort qui fauche sur leur dérive.
Au mois de septembre 2007, la mort qui fauche est mise en sommeil avec la réorganisation de l'escadron 2/2 Côte d'Or.
Actuellement sur alphajet au 3/8 cote d'or depuis fin 2022